# Edwardsia costata
Edwardsia costata is een zeeanemonensoort uit de familie Edwardsiidae.
Edwardsia costata is voor het eerst wetenschappelijk beschreven door Danielssen in 1890.